# Calotelea erythrothorax
Calotelea erythrothorax är en stekelart som först beskrevs av Jean-Jacques Kieffer 1908.  Calotelea erythrothorax ingår i släktet Calotelea och familjen Scelionidae. Inga underarter finns listade.